# Tarumirim
Tarumirim är en kommun i Brasilien.   Den ligger i delstaten Minas Gerais, i den sydöstra delen av landet, 700 km sydost om huvudstaden Brasília. Antalet invånare är 14 294.
Omgivningarna runt Tarumirim är huvudsakligen savann. Runt Tarumirim är det glesbefolkat, med 8 invånare per kvadratkilometer.